# Arrest Reinhard Gebhard
Het arrest Reinhard Gebhard is een prejudiciële beslissing van het Europees Hof van Justitie van 30 november 1995 (zaak C-55/94), inzake het uitoefenen als advocaat van het recht van vrije vestiging.

## Twee richtlijnen
In het arrest komen twee richtlijnen aan de orde:
- richtlijn 77/249/EEG van de Raad van 22 maart 1977 tot vergemakkelijking van de daadwerkelijke uitoefening door advocaten van het vrij verrichten van diensten (PB 1977, L 078, blz. 17)
- richtlijn 89/48/EEG van de Raad van 21 december 1988 betreffende een algemeen stelsel van erkenning van hoger-onderwijsdiploma's waarmee beroepsopleidingen van ten minste drie jaar worden afgesloten (PB 1989, L 019, blz. 16)

## Casus
Reinhard Gebhard is in Duitsland als advocaat ingeschreven bij de balie van Stuttgart. Hij werkte sinds 1978 bij een advocatenkantoor in Milaan, waar hij van 1980 tot 1989 maat was. Daarna begon hij een eigen kantoor in Milaan.

3. (...) dat Gebhard, die de Duitse nationaliteit bezit, sedert 3 augustus 1977 in Duitsland het beroep van "Rechtsanwalt" mag uitoefenen. Hij is ingeschreven bij de balie van Stuttgart, waar hij "vrij medewerker" van een kantoor ("Bürogemeinschaft") is; hij heeft evenwel geen eigen kantoor in die Lid-Staat.
4. Gebhard woont sedert maart 1978 in Italië, tezamen met zijn echtgenote, die de Italiaanse nationaliteit bezit, en zijn drie kinderen. Zijn inkomsten worden volledig belast in Italië, het land van zijn woonplaats.
5. Sedert 1 maart 1978 oefent Gebhard in Italië een beroepsactiviteit uit. Aanvankelijk was hij medewerker ("con un rapporto di libera collaborazione") in een advocatenkantoor te Milaan. Nadien, van 1 januari 1980 tot begin 1989, was hij maat ("associato") van hetzelfde advocatenkantoor. Er wordt hem niets verweten in verband met zijn activiteiten in dat kantoor.
6. Op 30 juli 1989 opende Gebhard zijn eigen kantoor te Milaan, met Italiaanse "avvocati" en "procuratori" als medewerkers. (...) dat hij deze medewerkers sporadisch belastte met rechtszaken betreffende Italiaanse klanten in Italië.
7. Gebhard verklaart, dat hij zich in Italië hoofdzakelijk bezighoudt met buitengerechtelijke werkzaamheden, zoals bijstand en vertegenwoordiging van Duitstaligen (65% van zijn omzet) en vertegenwoordiging van Italiaanstaligen in Duitsland en Oostenrijk (30% van zijn omzet). De overige 5% betreft bijstand aan Italiaanse beroepsgenoten die voor hun cliënten problemen van Duits recht moeten oplossen.
8. Een aantal Italiaanse beroepsgenoten, waaronder de "avvocati" waarmee Gebhard tot 1989 geassocieerd was, dienden een klacht in bij de Consiglio dell'Ordine. Zij verweten Gebhard, dat hij in het hoofd van zijn briefpapier de titel "avvocato" voerde, dat hij rechtstreeks als "avvocato" was opgetreden voor de Pretura en het Tribunale di Milano, en dat hij zijn beroepswerkzaamheid uitoefende vanuit de "Studio legale Gebhard".

## Procesverloop
De Consiglio dell'Ordine verbood Gebhard de titel van "avvocato" te voeren. In een tuchtprocedure kreeg hij 6 maanden schorsing van zijn beroepsactiviteit opgelegd. Intussen was een formeel verzoek tot inschrijving bij de balie van Milaan stilzwijgend geweigerd. Dit verzoek baseerde hij op richtlijn 89/48/EEG, alsmede op het feit dat hij in Italië een beroepsstage van meer dan tien jaar had volbracht. Tegen beide besluiten heeft Gebhard beroep ingesteld bij de Consiglio Nazionale Forense. Deze rechter heeft het Hof van Justitie verzocht om een prejudiciële beslissing.

12. (...) [Gebhard] voerde onder meer aan, dat hij op grond van richtlijn 77/249 het recht had, zijn beroepswerkzaamheid vanuit zijn eigen kantoor te Milaan uit te oefenen.

## Rechtsvragen
- Aan welke criteria moet het tijdelijk karakter van een dienstverrichting uitgeoefend door een advocaat, worden beoordeeld?
- Is het beginsel van het vrije verkeer van diensten van toepassing? (Neen.)
- Is het beginsel van vrije vestiging van toepassing? (Ja.)
- In hoeverre mag de ontvangende lidstaat voorwaarden verbinden aan vestiging als advocaat?

## Uitspraak Hof

### Vrije dienstverlening versus vrijheid van vestiging als advocaat
- Vestiging en het verrichten van diensten sluiten elkaar uit.[2] Het vrije verkeer van diensten heeft betrekking op een dienstenverlener die vanuit een lidstaat van vestiging diensten verleent in een andere lidstaat.
- De advocaat-generaal wijst op de mogelijkheid van misbruik, als iemand die feitelijk zich in een bepaalde lidstaat heeft gevestigd, zich beroept op het vrije verkeer van diensten.[3]
- In casu gaat het om het beginsel van vrije vestiging.[4]
- Aan een advocaat kunnen bijzondere eisen worden gesteld, bijvoorbeeld inschrijving bij de balie in de lidstaat van ontvangst.

### dictum
1. Het in artikel 60, derde alinea, EG-Verdrag bedoelde tijdelijk karakter van de dienstverrichting moet worden beoordeeld aan de hand van de frequentie, de periodiciteit en de continuïteit ervan.
2. De dienstverrichter in de zin van het Verdrag kan zich in de Lid-Staat van ontvangst voorzien van de infrastructuur die noodzakelijk is om zijn dienst te kunnen verrichten.
3. Een onderdaan van een Lid-Staat die op duurzame wijze een beroepswerkzaamheid uitoefent in een andere Lid-Staat, waar hij zich vanuit een kantoor richt tot, onder anderen, de onderdanen van die staat, valt onder de bepalingen van het hoofdstuk betreffende het recht van vestiging, en niet onder die van het hoofdstuk betreffende de diensten.
4. De mogelijkheid voor een onderdaan van een Lid-Staat om zijn recht van vestiging uit te oefenen, en de voorwaarden voor de uitoefening van dat recht moeten worden beoordeeld in het licht van de werkzaamheden die de betrokkene in de Lid-Staat van ontvangst wenst uit te oefenen.
5. Wanneer de toegang tot een specifieke werkzaamheid in de Lid-Staat van ontvangst in het geheel niet is gereglementeerd, hebben onderdanen van elke andere Lid-Staat het recht zich in eerstbedoelde staat te vestigen en aldaar dezelfde werkzaamheid uit te oefenen. Wanneer daarentegen in de Lid-Staat van ontvangst bepaalde voorwaarden voor de toegang tot of de uitoefening van een specifieke werkzaamheid gelden, dient de onderdaan van een andere Lid-Staat die deze werkzaamheid wenst uit te oefenen, in beginsel aan die voorwaarden te voldoen.
6. Nationale maatregelen die de uitoefening van de in het Verdrag gewaarborgde fundamentele vrijheden kunnen belemmeren of minder aantrekkelijk kunnen maken, moeten aan vier voorwaarden voldoen:
- zij moeten zonder discriminatie worden toegepast,
- zij moeten hun rechtvaardiging vinden in dwingende redenen van algemeen belang,
- zij moeten geschikt zijn om de verwezenlijking van het nagestreefde doel te waarborgen, en
- zij mogen niet verder gaan dan nodig is voor het bereiken van dat doel.

7. De Lid-Staten dienen de gelijkwaardigheid van diploma's in aanmerking te nemen en, in voorkomend geval, de kennis en de kwalificaties van de betrokkene te vergelijken met die welke de volgens hun nationale bepalingen vereist zijn.

## Betekenis
Het arrest handelt over het beginsel van vrije vestiging. De vier voorwaarden in punt 6 van het dictum, gelden voor álle fundamentele vrijheden van het Verdrag. Dit arrest is een vervolg op de arresten Reyners (1974) en Vlassopoulou (1991). Punt 7 van het dictum is een bevestiging van Vlassopoulou.